# Johann Christoph Pezel
Johann(es) Christoph Pezel (auch Pezelius, Pecelius, Petzold, Pezoldt, Petzel, Pezely, Pecelij, Betzel, Betzeld, Bezeld oder Bässel; * 5. Dezember 1639 in Glatz, Grafschaft Glatz; † 13. Oktober 1694 in Bautzen) war ein deutscher Stadtpfeifer und Komponist.

## Leben
Pezel besuchte das Gymnasium in Bautzen und erhielt seine musikalische Ausbildung unter anderem beim Bautzener Stadtmusikanten Nikolaus Leuterding (* 1600). Für die Zeit zwischen 1657 und 1664 werden Aufenthalte in Italien, Mähren, Leipzig und in einem Kloster diskutiert, da seine spätere Biographie Hinweise darauf geben. Er wirkte nachgewiesen ab 1664 in Leipzig als Kunstgeiger und heiratete am 20. Juni 1665 Susanna Janson, die Tochter des Leipziger Tanzmeisters Antonius Janson. Aus dieser Verbindung gingen vier Kinder hervor. 1668 erhielt er ein spezielles Gehalt für sein Wirken als Trompeter in der Nikolaikirche. 1669 wurde er Stadtpfeifer. Im selben Jahr erschien die Musica Vespertina Lipsica, sein erstes größeres musikalisches Werk, das er seinem Wohltäter Gabriel Rudolff, einem einflussreichen Bürger aus Halle widmete. Ab 1672 leitete er das Collegium musicum. 1675 und 1679 bewarb er sich vergeblich um eine Stelle als Ratsmusiker in Dresden. Auch eine Bewerbung um das Thomaskantorat schlug 1677 fehl. 1681 wurde er schließlich Stadtmusiker in Bautzen.  Pezels Kompositionen stehen in der Tradition der älteren deutschen Suiten. Die Melodien weisen oft französische und italienische Einflüsse auf.

## Werke (Auswahl)
- Musika Vespertina Lipsica, auch Leipziger Abendmusik, 1669 (Suiten für zwei Violinen, zwei Violen und Basso continuo). Das Werk besteht aus 101 Sätzen und kann nach Tonarten in zwölf Suiten geordnet werden, die mit einer Sonata, Sonatina oder einem Capriccio beginnen und mit einer Gigue enden.[1]
- Hora decima musicorum Lipsiensium, 1670 (Sonaten für Bläser oder Streicher)
- Schöne, lustige und anmuthige neue Arien, 1672
- Bicinia variorum instrumentorum, 1675
- Delitiae musicales, 1678
- Fünfstimmige blasende Music, 1685 (Sonaten für 3 Posaunen und 2 Zinken)
- Opus musicum sonatarum praestantissimarum 6 instrumentis instructum (25 Sonaten für Streicher), 1686 bei Balthasar Christoph Wust in Frankfurt publiziert